# 2-Fosfoglicerinska kiselina
2-Fosfoglicerinska kiselina (2PG, 2-fosfoglicerat) je glicerinska kiselina koja služi kao supstrat u glikolizi. Ona se posredstvom enolaze pretvara u fosfoenolpiruvat (PEP), što je predzadnji korak konverzije glukoze u piruvat.

## U glikolizi
| [[3-Fosfoglicerinska kiselina\|3-fosfo-D-glicerat]] | Fosfogliceromutaza | Fosfogliceromutaza | [[2-Fosfoglicerat\|2-fosfo-D-glicerat]] | Enolaza | Enolaza | fosfoenolpiruvat |
|                                                     |                    |                    |                                         |         |         |                  |
|                                                     |                    |                    | 2O                                      |         |         |                  |
|                                                     |                    |                    |                                         |         |         |                  |
|                                                     |                    |                    | 2O                                      |         |         |                  |
|                                                     |                    |                    |                                         |         |         |                  |
|                                                     | Fosfogliceromutaza | Fosfogliceromutaza |                                         | Enolaza | Enolaza |                  |

Јedinjenje C00197 u KEGG Metabolički put bazi podataka. Enzim 5.4.2.1 u KEGG Metabolički put bazi podataka. Јedinjenje C00631 u KEGG Metabolički put bazi podataka. Enzim 4.2.1.11 u KEGG Metabolički put bazi podataka. Јedinjenje C00074 u KEGG Metabolički put bazi podataka.

## Literatura
- Campbell, Neil A.; Brad Williamson; Robin J. Heyden (2006). Biology: Exploring Life. Boston, Massachusetts: Pearson Prentice Hall. ISBN 978-0-13-250882-7. Архивирано из оригинала 02. 11. 2014. г. Приступљено 14. 12. 2012.